# Neşrî
Neşrî (osmanisch نشرى İA Neşrī; gest. vor 1520) war ein osmanischer Historiker.

## Leben
Neşrîs Ausarbeitung Cihânnümâ (dt. ‚Weltenschau‘) ist ein wichtiger Meilenstein in der Entwicklung der osmanischen Historiographie. Über den Autor ist allerdings sehr wenig mit Sicherheit bekannt außer seinem Künstlernamen Neşrî. Spätere Geschichtsschreiber wie Latîfî, Âşık Çelebi, Ali Çelebi, Kâtib Çelebi machen spärliche Angaben über ihn. Demnach hieß er Mehmed, lebte hauptsächlich in Bursa und gehörte zum Lehrpersonal der Sultaniye-Medrese. Seine Verweise in der Cihânnümâ auf Bursa weisen darauf hin, dass Bursa sein Wohnort gewesen sein könnte. Sein wissenschaftlicher Schreibstil legt nahe, dass er ein Ulema, ein Gelehrter, war. Zeitgenössische Quellen bestätigen jedoch weder seinen Wohnort noch seinen Beruf. Ob er mit einem in Gerichtsunterlagen in Bursa im Jahr 1479 verzeichneten Neşrî Hüseyin bin Eyne Beğ identisch ist, ist unklar. Den explizit persönlichen Angaben in seiner Cihânnümâ nach steht fest, dass er zur Zeit des Todes von Sultan Mehmed II. im Jahr 1481 am osmanischen Hof war. Seine Schilderungen des Janitscharenaufstands basieren auf seinen Beobachtungen.

## Cihânnümâ
Das جهان نما Cihânnümâ, deutsch ‚Weltatlas‘, Neşrîs soll aus sechs Teilen bestanden haben, von denen heute nur der letzte Teil vorhanden ist. Das Cihânnümâ begreift sich als die Universalgeschichte behandelndes Werk. Der heute noch vorhandene Teil des Cihânnümâ besteht aus einer Einleitung und aus drei Kapiteln, die die türkischen Oghusen, die Dynastie der Seldschuken und die Dynastie der Osmanen behandeln. Es folgt eine Aufzeichnung von Ereignissen bis zum Jahr der Eroberung Ak Kermans durch Sultan Bayezid II. (1485). Neşrî schließt sein Werk ab mit einer Liste der Wesire und Heiligen in der osmanischen Periode und der Widmungsrede seines Werks an Sultan Bayezid II.
Die Sprache des Cihânnümâ ist geradliniger Prosastil. Es wurde vermutlich zwischen 1487 und Februar 1493 geschrieben. Neşrîs Quellen waren Untersuchungen zufolge Aschikpaschazade, ein Takvim (chronologische Liste) aus dem 15. Jahrhundert und eine anonyme Chronik aus dem 15. Jahrhundert. Das Cihânnümâ wurde selbst zu einer Quelle für spätere Historiker wie z. B. İdris-i Bitlisî, Sadeddin, Müneccimbaşı, Solakzade, Johannes Löwenklaus Historiae Musulmanae Turcorum (Frankfurt 1591) und gilt deshalb als eine einflussreiche Quelle über die frühosmanische Geschichte.
Das Cihânnümâ wurde zweimal publiziert: Franz Taeschner veröffentlichte es 1951 und 1955 als Faksimile, Faik Reşit Unat und Mehmet Altay Köymen veröffentlichten es 1949 und 1957 in türkischer Lateinschrift.

## Veröffentlichungen
- Franz Taeschner: Ǧihānnümā. Die altosmanische Chronik des Mevlānā Meḥemmed Neschrī. Band 1, Harrassowitz, Leipzig 1951; Band 2, 1955
- Faik Reşit Unat, Mehmet Altay Köymen: Mehmed Neşrî: Kitāb-ı Cihān-nümā, Neşrî tarihi. Band 1, Ankara 1949; Band 2, Ankara 1957